# 佩塞區
佩塞區（西班牙語：Distrito de Pesé），是巴拿馬的一個行政區，位於該國中南部，由埃雷拉省負責管轄，始建於1855年，面積289平方公里，海拔高度90米，2010年人口12,397，人口密度每平方公里42.9人。